# Новоодеський
Новооде́ський (рос. Новоодесский) — селище у складі Акбулацького району Оренбурзької області, Росія.

## Населення
Населення — 55 осіб (2010; 158 у 2002).
Національний склад (станом на 2002 рік):
- казахи — 41 %
- росіяни — 39 %